# Karlie Montana
Pour les articles homonymes, voir Montana (homonymie).
Karlie Montana est une actrice pornographique américaine née à Phoenix en Arizona le 14 mai 1986.
Elle a tourné plus de 130 films principalement dans des rôles lesbiens. En mai 2006, elle est nommée DanniGirl du mois sur Danni.com.

## Biographie
Depuis 2017 Karlie Montana a décidé de tourner uniquement des scènes lesbiennes après avoir refusé plusieurs rôles avec des hommes. Cette même année elle en profite pour annoncé qu'elle se sent lesbienne a 100 % .

## Distinctions
- AVN Awards 2015[1] :
  - Meilleure allumeuse (Best Tease Performance) pour Anikka 2 (avec Anikka Albrite et Dani Daniels)
  - Meilleure scène de sexe entre filles (Best All-Girl Group Sex Scene) pour Anikka 2 (avec Anikka Albrite et Dani Daniels)

Nominations
- AVN Awards 2011 : Best All-Girl 3-Way Sex Scene pour Sunny's B/G Adventure (avec Sunny Leone et Devi Emmerson)
- AVN Awards 2009 :
  - Best All-Girl Three-Way Sex Scene pour Jack's Big Ass Show 7
  - Best All-Girl Group Sex Scene pour Girlvana 4

## Filmographie sélective

### Films érotiques
- 2015 : Lust in Space : Sasha
- 2009-2015 : Hot and Mean (série télévisée)
- 2017 : Kiss and Kill : Stephanie

### Films pornographiques
- 2004 : Her First Lesbian Sex 2 avec Nakita Kash
- 2004 : Girly Thoughts avec Kimberly Kane
- 2005 : Lesbian Seductions: Older/Younger 4 avec Bridgette Lee
- 2005 : No Cocks Allowed 1 avec Tiana Lynn
- 2005 : Pussyman's Decadent Divas 28 avec Carli Banks
- 2006 : Fem L'Amour avec Heather Vuur et Justine Joli
- 2006 : Girls in Pink avec Charlie Laine
- 2006 : Teacher 1 avec Teanna Kai
- 2007 : Erocktavision 7: Chix Mix avec Shannon Adams (scène 1) ; Cassie Courtland (scène 3)
- 2007 : Finger Licking Good 4 avec Andie Valentino
- 2007 : Toys and Strap-Ons avec Valerie Herrera
- 2008 : Nymphetamine avec Georgia Jones
- 2008 : Lipstick Jungle avec Tanya James
- 2008 : Girlvana 4 avec Aubrey Addams, Crissy Moon et Tori Black
- 2009 : Sunny's Big Adventure avec Sunny Leone et Devi Emmerson
- 2009 : Women Seeking Women 58 avec Sasha Heart
- 2009 : Belle: Sophia Santi (Sophia Santi: Belle) avec Sophia Santi et Tiffany Brookes
- 2010 : Meow! avec Zoe Britton
- 2010 : Bree & Teagan avec Charlie Laine
- 2010 : Lesbian Tendencies avec Halie James
- 2011 : KissMe Girl 1 avec Samantha Ryan
- 2011 : Lesbian Ass Worship 1 avec Dana Vespoli
- 2011 : Lipstick Lesbo 3 avec Samantha Ryan
- 2012 : Lesbian Fantasies 2 avec Charmane Star
- 2012 : Lesbian Hitchhiker 5 avec Dana Vespoli (scène 3) ; Celeste Star (scène 4)
- 2012 : Lesbian Adventures: Older Women, Younger Girls 2 avec Kate Kastle
- 2013 : Me and My Girlfriend 4 avec Vanessa Veracruz
- 2013 : Lesbian Analingus 2 avec Dani Daniels
- 2013 : Lesbian Anal POV avec Dana Vespoli
- 2014 : Tongue Me Down avec Vanessa Cage
- 2014 : Me and My Girlfriend 8 avec Eva Lovia
- 2014 : Prison Lesbians avec Misha Cross
- 2014 : Yoga Girls 3 (de) avec Yurizan Beltran
- 2015 : Lesbian Adventures: Strap-On Specialists 09 avec Jelena Jensen
- 2015 : Girls Kissing Girls 17 avec Mia Malkova
- 2015 : Bush Mates : avec Sasha Heart (scène 1) ; Jenna Sativa (scène 2)
- 2015 : Lusty Young Lesbians Vol. 6 : Karlie Montana avec Lexi Belle
- 2016 : Girls Kissing Girls 19 avec Sandy
- 2016 : Call Girl Diaries 2 avec Jayden Cole
- 2016 : Lesbian Ass Eaters avec Alexa Grace
- 2017 : Mom Knows Best avec Elsa Jean
- 2017 : My All Girl Massage avec Jayme Langford
- 2017 : Pussy Party avec Blake Eden et Kenna James
- 2018 : The Chiropractor avec Jayme Langford